# Josiah Harlan
Josiah Harlan   (Newlin Township, 12 de juny de 1799 - San Francisco, 1871), Príncep de Ghur, va ser un aventurer estatunidenc, conegut per haver viatjat a l'Afganistan i el Panjab amb la intenció de ser fet rei. Va ser el primer estatunidenc que va posar el peu a l'Afganistan. Una vegada allí es va involucrar en la política local i les lluites militars entre faccions, aconseguint el títol de "Príncep de Ghur" de forma perpètua per a ell i per als seus descendents com a recompensa pels seus serveis i consells militars. Es considera que la novel·la de Rudyard Kipling, L'home que volia ser rei està basada a Harlan. Scott Reiniger, protagonista de la pel·lícula de terror de 1978 El despertar dels zombis, és el tatara-tatara-tatara-nét de Harlan i, per tant, (a partir de 2004) hereu del títol de "Príncep de Ghur".